# Дезаб
Деза́б (перс. دزاب‎) — небольшой город на юго-западе Ирана, в провинции Хузестан. Входит в состав шахрестана Дизфуль.
На 2006 год население составляло 10 169 человек.
Альтернативное название: Шамсабад (Shamsabad,شمس آباد).

## География
Город находится на северо-западе Хузестана, в северной части Хузестанской равнины, на высоте 82 метров над уровнем моря.
Дезаб расположен на расстоянии приблизительно 110 километров к северо-западу от Ахваза, административного центра провинции и на расстоянии 460 километров к юго-западу от Тегерана, столицы страны.